# Ranson
Ranson város az USA Nyugat-Virginia államában, Jefferson megyében. Lakosainak száma 5433 fő (2020. április 1.).

## Népesség
A település népességének változása:
| Lakosok száma | 699  | 4440 | 5433 |
|               | 1920 | 2010 | 2020 |